# 駐檀香山臺北經濟文化辦事處
駐檀香山臺北經濟文化辦事處（英語：Taipei Economic and Cultural Office in Honolulu，簡稱：TECO-Honolulu）是中華民國外交部在美國夏威夷州檀香山的總領事館級辦事處。其位於夏威夷公路61號上、大韓民國駐檀香山總領事館旁。該辦事處領務轄區為夏威夷州、美屬薩摩亞以及美屬帕邁拉環礁。

## 歷史

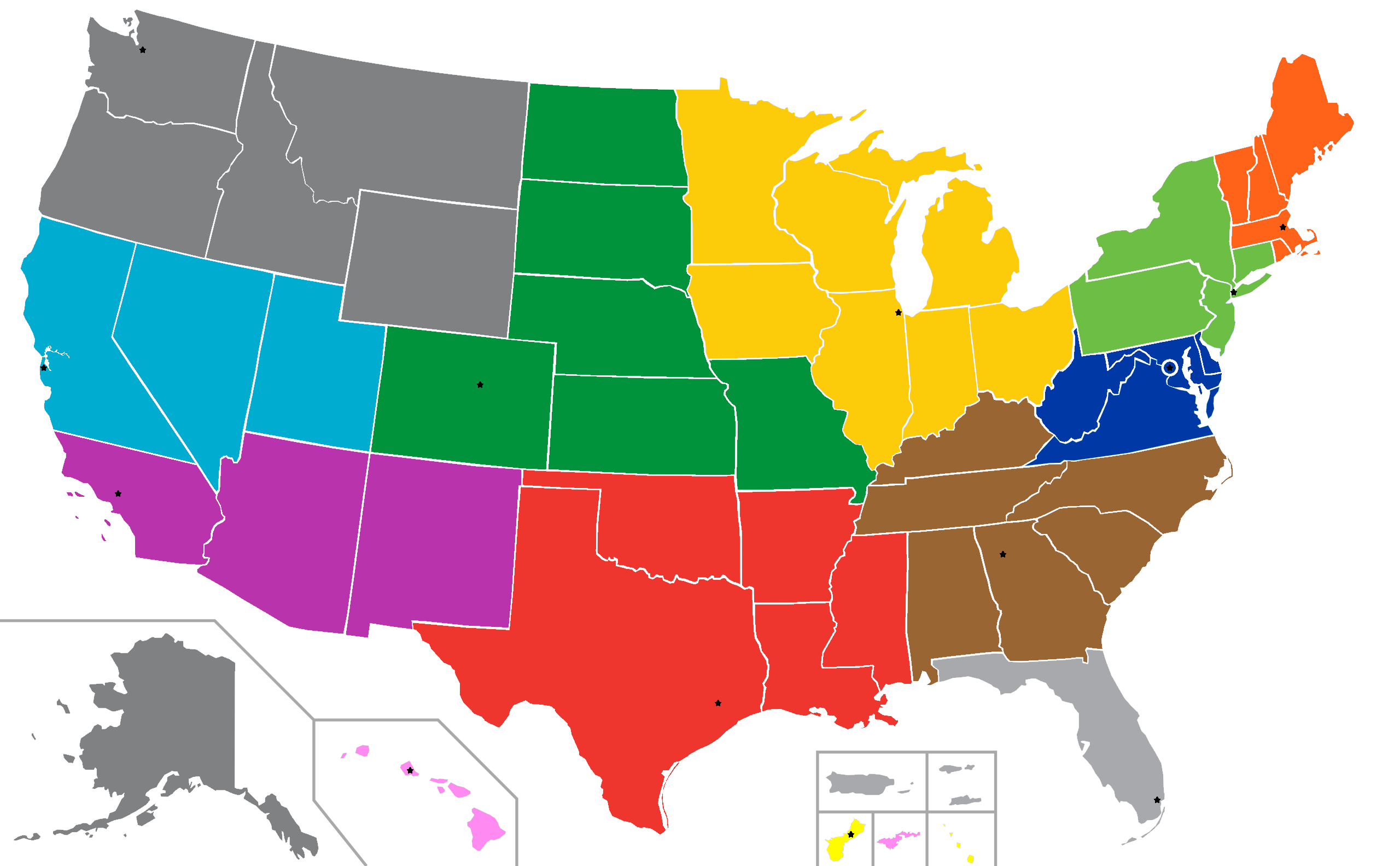
駐檀香山臺北經濟文化辦事處領事轄區

1979年1月1日，中华民国与美国断交。同年2月28日，中華民國駐火奴魯魯總領事館閉館。3月1日，设立北美事務協調委員會駐火奴魯魯辦事處。1992年4月30日，更名為北美事務協調委員會駐檀香山辦事處。10月10日，更名为駐檀香山臺北經濟文化辦事處:60。

## 外部連結
- 駐檀香山臺北經濟文化辦事處 官方網站 （页面存档备份，存于）